# 융희호
융희호(隆熙號)는 1908년 4월 16일 경부선에서 운행을 개시한 대한제국의 열차로, 한국철도에서 최초로 고유명사 이름이 붙은 열차이다. 융희호는 대한제국의 연호에서 따온 명칭이다.
지금의 부산-서울 거리인 경부선 서대문-초량이 경부선 최초의 열차로 17시간 걸렸지만, 융희호는 서대문-초량을 11시간 만에 주파했으니 경부선 개통 직후의 열차운행 시간인 17시간에 비하면 상당히 빨라진 것이다. KTX 개통 전까지 다니던 청량리-부전 통일호 열차가 12시간 반이나 걸린 것보다도 빨랐다. 
그 당시에는 ‘융희’라는 이름을 반으로 나누어 서울 방면 상행열차는 ‘융호’라고, 부산 방면 하행열차는 ‘희호’라고 불렀다. 융희호가 첫 운행한건 한강 철교가 완공되고 서울에서 신의주까지 가는 경의선이 개통한 1906년 4월 3일 직후였다. 그때는 지금의 서울역은 없었고 공덕, 서강으로 가는 오늘날의 용산선이 그때의 경의선 본선이었으며, 그 길을 통해 열차는 서울 이북의 신의주까지 달렸다. 융희호는 1908년부터 부산-서울이 아니라, 부산-신의주 구간을 직통 운행하기 시작했다. 
그 후 한일합병 이후 열차 이름도 히카리(빛), 노조미(소망) 같은 일본어가 붙었으며, 부산에서 만주까지 열차가 다니기 시작했다. 그러다 1936년 12월 1일부터는 아카츠키(여명)호라는 특급열차가 다니기 시작했는데 이것이 일제 강점기 때 한반도에서 가장 빠른 열차였다.